# Geologisch archief
Het geologisch archief (Engels: geological record) is alle informatie over de geschiedenis van de Aarde die opgeslagen ligt in gesteenten, sedimenten, ijskappen en fossielen.
Gegevens uit het geologisch archief zijn onder andere verzameld door het bestuderen van de opeenvolging van gesteenten of sedimenten (lithostratigrafie), de chronologische indeling van deze gesteenten (chronostratigrafie), de opeenvolging van fossielen erin (biostratigrafie) en het dateren van de gesteenten (geochronologie).
De informatie uit het geologisch archief bestaat uit gegevens over de evolutie van soorten, het klimaat en klimaatsveranderingen in het verleden, de paleogeografie en veranderingen in de samenstelling van de atmosfeer. Het geologisch archief heeft onder andere bewijzen geleverd voor de evolutietheorie en het voorkomen van ijstijden. 